# 3-й провулок Івана Франка (Київ)
3-й провулок Івана Франка — провулок у Дарницькому районі міста Київ, у місцевості Бортничі. Пролягає від провулку Івана Франка на північ, до кінця забудови, завершується глухим кутом.

## Історія
Провулок виник у XX столітті, офіційна назва зафіксована у 2010-х роках. Названий на честь українського письменника та поета Івана Франка.